# Giovani Calciatori Legnanesi
Giovani Calciatori Legnanesi (wł. Giovani Calciatori Legnanesi) – włoski klub piłkarski, mający siedzibę w mieście Legnano, w środkowej części kraju, działający w latach 1919–1921.

## Historia
Chronologia nazw:
- 1919: Giovani Calciatori Legnanesi
- 1921: klub rozwiązano – po fuzji z FC Legnano

Klub sportowy Giovani Calciatori Legnanesi został założony w miejscowości Legnano w 1919 roku. W sezonie 1919/20 zespół startował w Promozione (Lombardia) (D2), wygrywając najpierw grupę A, a potem turniej finałowy regionu. W następnym sezonie 1920/21 debiutował w Prima Categoria, zajmując trzecie miejsce w eliminacjach Sezione Lombarda. Po zakończeniu sezonu, w lipcu 1921 roku, klub połączył się z miejscowym rywalem FC Legnano, znikając z włoskiej sceny piłkarskiej.

## Barwy klubowe, strój
|  |  |

Klub ma barwy czarno-niebieskie. Zawodnicy domowe spotkania zazwyczaj grali w pasiastych pionowo czarno-niebieskich koszulkach, białych spodenkach oraz czarnych getrach.

## Sukcesy

### Trofea międzynarodowe
Nie uczestniczył w rozgrywkach europejskich (stan na 31-05-2020).

### Trofea krajowe
| \| \| Zdobyte trofea w rozgrywkach Włoch (stan na: 31-08-2020) \| |                                                          |      |                       |
| Rozgrywki                                                         | Osiągnięcie                                              | Razy | Sezon(y)              |
| · Mistrzostwo                                                     | I miejsce                                                | 0    |                       |
| · Mistrzostwo                                                     | II miejsce                                               | 0    |                       |
| · Mistrzostwo                                                     | III miejsce                                              | 1    | 1920/21 (Lombardia A) |
| · Puchar                                                          | zdobywca                                                 | 0    |                       |
| · Puchar                                                          | finalista                                                | 0    |                       |
| II liga                                                           | I miejsce                                                | 1    | 1919/20 (Lombardia)   |
| II liga                                                           | II miejsce                                               | 0    |                       |
| II liga                                                           | III miejsce                                              | 0    |                       |
| Włochy                                                            | Zdobyte trofea w rozgrywkach Włoch (stan na: 31-08-2020) |      |                       |

## Poszczególne sezony

### Rozgrywki międzynarodowe

#### Europejskie puchary
Nie uczestniczył w rozgrywkach europejskich.

### Rozgrywki krajowe
| \| Włochy \| Bilans występów klubu w rozgrywkach piłkarskich Włoch (Stan na 31 sierpnia 2020 r.) \| \| |                                                                                     |        |       |   |   |   |    |    |     |         |        |        |      |
| Poziom                                                                                                 | Rozgrywki                                                                           | Sezony | Mecze | Z | R | P | B+ | B– | Pkt | Lata    | Awanse | Spadki | Naj. |
| I | Prima Categoria                                                                     | 1      |       |   |   |   |    |    |     | 1920/21 | 0      | 0      | 3    |
| II | Promozione                                                                          | 1      |       |   |   |   |    |    |     | 1919/20 | 1      | 0      | 1    |
| III | Terza Categoria                                                                     | 0      |       |   |   |   |    |    |     |         | 0      | 0      |      |
| | Puchar Włoch                                                                        | 0      |       |   |   |   |    |    |     |         | 0      | 0      |      |
| Włochy                                                                                                 | Bilans występów klubu w rozgrywkach piłkarskich Włoch (Stan na 31 sierpnia 2020 r.) |        |       |   |   |   |    |    |     |         |        |        |      |

## Struktura klubu

### Stadion
Klub piłkarski rozgrywał swoje mecze domowe na Campo di via Lodi w Legnano o pojemności 1000 widzów.

### Derby
- Ausonia Pro Gorla
- SG Gallaratese
- Inter Mediolan
- Pro Patria
- AC Stelvio